# Brodaczek rdzawołbisty
Brodaczek rdzawołbisty (Chalcostigma ruficeps) – gatunek małego ptaka z rodziny kolibrowatych (Trochilidae). Występuje w Andach w zachodniej części Ameryki Południowej: na terenie Peru, Boliwii i Ekwadoru. W Czerwonej księdze gatunków zagrożonych IUCN klasyfikowany jest jako gatunek najmniejszej troski (LC, ang. Least Concern).

## Systematyka
Gatunek po raz pierwszy zgodnie z zasadami nazewnictwa binominalnego opisał angielski ornitolog John Gould w 1846 roku na łamach „Proceedings of the Zoological Society of London”. Autor nadał gatunkowi nazwę Trochilus ruficeps, a jako miejsce typowe podał Boliwię. W 1945 roku gatunek ten został umieszczony w rodzaju Metallura, jednak późniejsze badania wykazały jego przynależność do rodzaju Chalcostigma. Nie wyróżnia się podgatunków.

### Etymologia
- Chalcostigma: gr. χαλκος khalkos „brąz, miedź”; στιγμα stigma, στιγματος stigmatos „znak”, od στιζω stizō „tatuować”[12].
- ruficeps:  łac. rufus – „czerwony, rumiany”, łac. -ceps – „głowy”[13].

## Morfologia
Mały koliber o krótkim i prostym czarnym dziobie. Nogi i stopy szare. Występuje dymorfizm płciowy. Samiec ma górne części ciała butelkowozielone. Dolna część ciała rdzawa, cętkowana z zielonkawymi bokami. Na głowie czerwono-mahoniowa czapeczka. Na podgardlu i gardle wąski, wyraźny, szmaragdowozielony opalizujący śliniak; w dolnej części często przechodzący od barwy żółtozielonej poprzez żółtą do złotożółtej. Ogon matowy oliwkowozielony. Skrzydła ciemniejsze oliwkowozielone przechodzące w brązowe. Samica ma gardło i pierś ochrowo-pomarańczowe z oliwkowozielonymi plamkami, które na brzuchu są nieco jaśniejsze. Różni się także ubarwieniem ogona. Młode osobniki są podobne do samic. Długość ciała około 10,5 cm, masa ciała 3,3–3,9 g.

## Zasięg występowania
Zasięg występowania (EOO, Extent of Occurrence) według szacunków organizacji BirdLife International obejmuje około 568 tys. km². Brodaczek rdzawołbisty występuje na wschodnich stokach Andów od południowo-wschodniej części Ekwadoru (prowincja Zamora-Chinchipe) poprzez Peru do środkowej Boliwii do departamentu Cochabamba. Gatunek ten występuje głównie w zakresie wysokości od 1400 do 3500 m n.p.m., jednak obserwowany był w także na wysokościach dochodzących do 3800 m n.p.m. Odnotowano jedno stwierdzenie w Kolumbii, ale status występowania w tym kraju jest niepewny.

## Ekologia i zachowanie
Jego głównym habitatem są zarośla wtórnego wzrostu i zarośla łęgowe, obrzeża i polany w wilgotnych lasach górskich i porośniętych mchami lasach mglistych. Dieta składa się głównie z nektaru kwiatów roślin np. z rodziny zaczerniowatych (Melastomataceae), z rodzaju Vallea (Vallea stipularis) oraz rodzaju fuksja (Fuchsia canescens). Czasami przekuwa boki kwiatów z długimi kielichami lub korzysta z nacięć wykonanych przez gatunki ptaków z rodzaju Diglossa. Odżywia się także owadami. Długość pokolenia jest określana na 2,07 roku.

### Rozmnażanie
Nie ma wielu informacji o rozmnażaniu tego gatunku. Okres lęgowy w Boliwii trwa od grudnia do marca. Ptaki z powiększonymi gonadami odłowiono w Boliwii w sierpniu, a w Peru w okresie od lipca do października. W lęgu zazwyczaj dwa białe jaja, które wysiadywane są tylko przez samicę.

## Status
W Czerwonej księdze gatunków zagrożonych IUCN brodaczek rdzawołbisty jest klasyfikowany jako gatunek najmniejszej troski (LC, ang. Least Concern). Liczebność populacji nie jest oszacowana, ale gatunek ten opisywany jest jako rzadki. BirdLife International ocenia trend liczebności populacji jako spadkowy ze względu na utratę siedlisk leśnych.